# Sněžný skútr

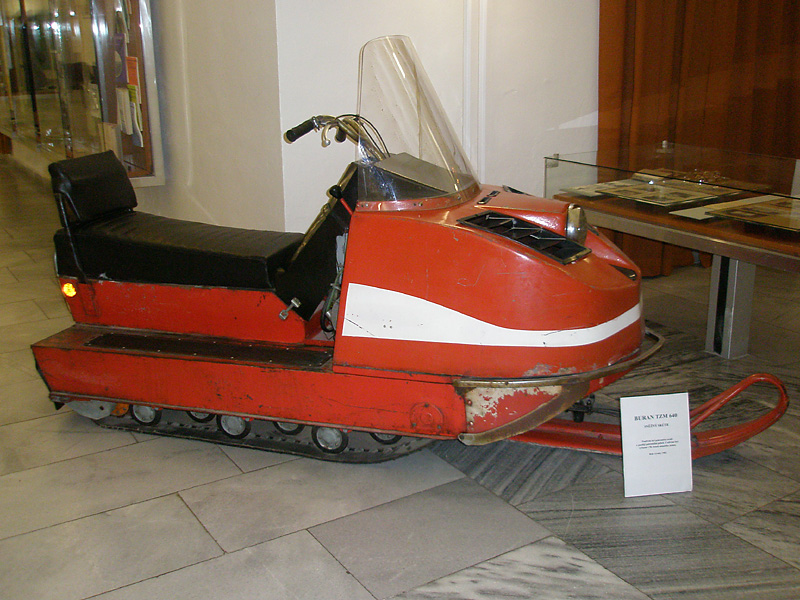
Buran TZM 640 - ruský sněžný skútr, rok výroby 1982, používaný Pohraniční stráží ČSSR

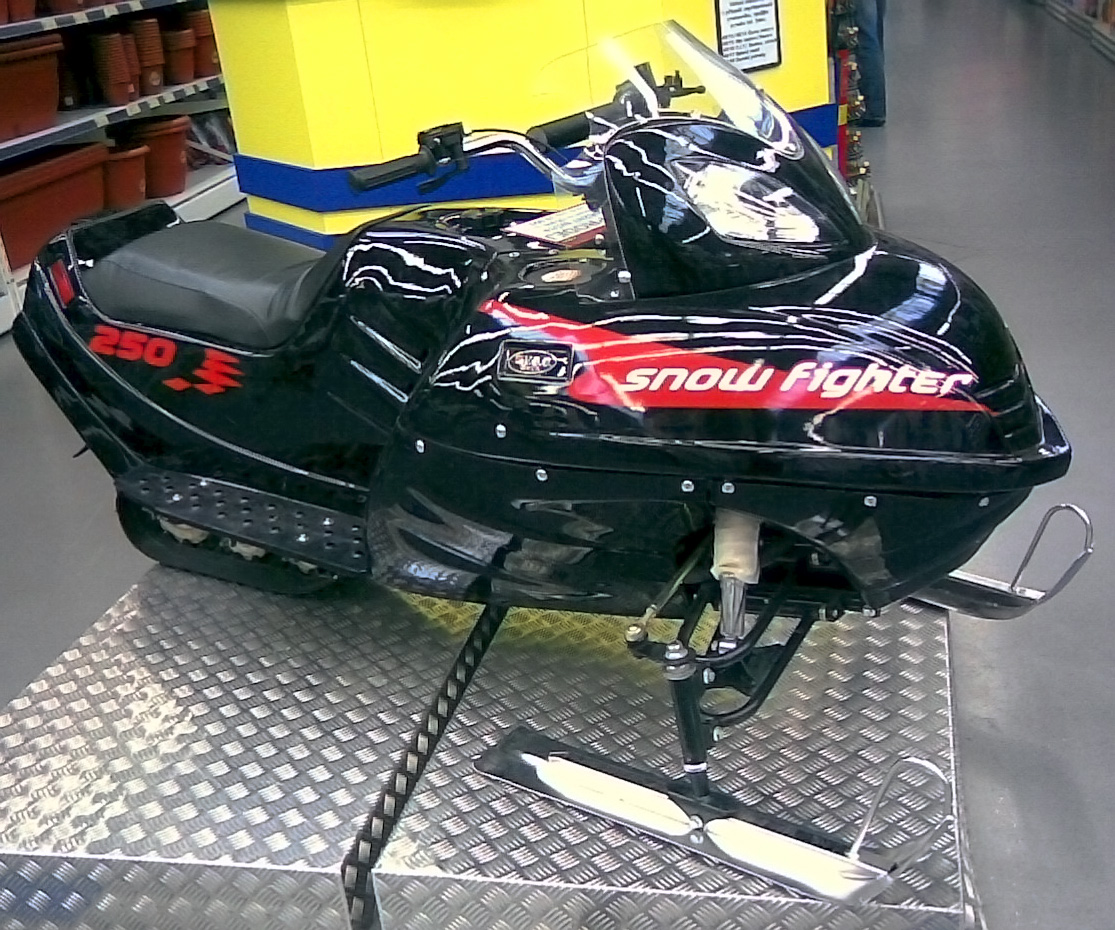
Sněžný skútr Snow fighter v hypermarketu

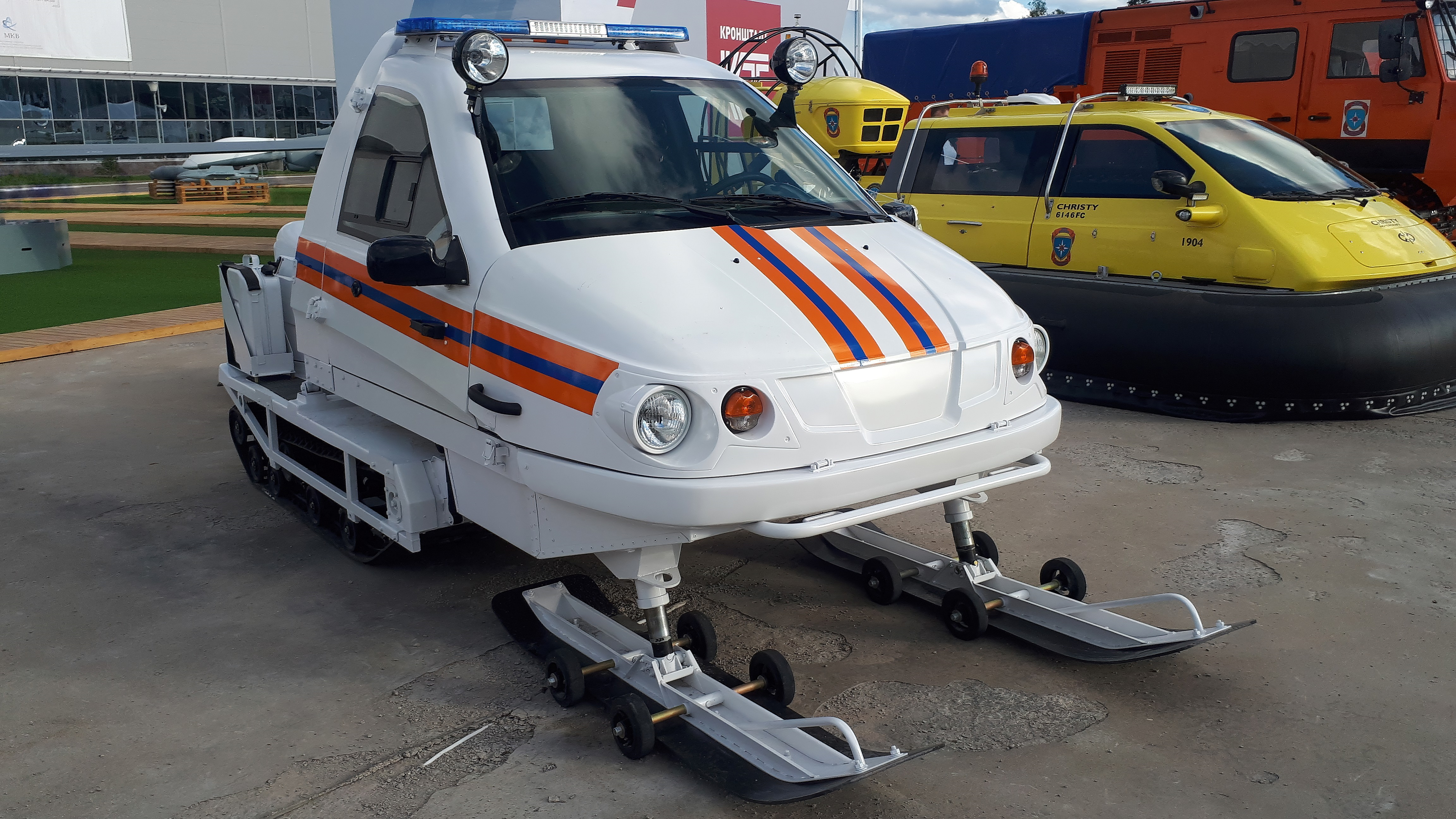
Ruský sněžný skútr s vytápěnou kabinou

Sněžný skútr je motorové vozidlo určené k jízdě po sněhu. Pohyb je obvykle zajišťován pásem vzadu (donedávna obvykle gumovým, nyní často z kevlaru), manévrování pomocí lyže nebo lyží vepředu. Jeho použití je praktické především na horách a v arktických oblastech.
Jízda na sněžných skútrech je též provozována jako sport (např. závody v jízdě na sněhu, jízdě ve stopě, freestylu a jízdě do kopce). Nejprestižnější světové závody pořádá WPSA (World PowerSports Association).
Sněžný skútr znají filmoví diváci mj. z několika filmů s Jamesem Bondem.